# 金精神社 (片品村白根魚苑)
金精神社（こんせいじんじゃ）は、群馬県利根郡片品村東小川の白根魚苑内に鎮座する神社である。

## 概要
白根魚苑は、国道120号沿いに位置するニジマスとヤマメの養魚池を中心にレストハウスや釣り堀、日本式庭園を供えたレジャー施設である（入苑有料）。金精神社は苑内の一角にあり、石の男根を御神体とする金精神が祀られている。子宝、安産、子孫繁栄に霊験があるとされている。

## 由来
白根魚苑の金精神社は、栃木県日光市と群馬県利根郡片品村の境にある標高2024mの金精峠から参拝の便宜を図って勧請したもので、御神体も金精峠にかつて祀られていた石の男根の一つを遷したものである。
金精神社の由来は、奈良時代に「生きた金精様」といわれていた道鏡の巨根にある。詳しくは金精峠の金精神社の項目を参照のこと。

## その他
社務所には絵馬堂が併設されている（入館有料）。展示されている絵馬には、有名人によって奉納されたものも多い。
利根郡片品村には白根魚苑以外にも金精神社が数社勧請されている。